# Federation of South African Women

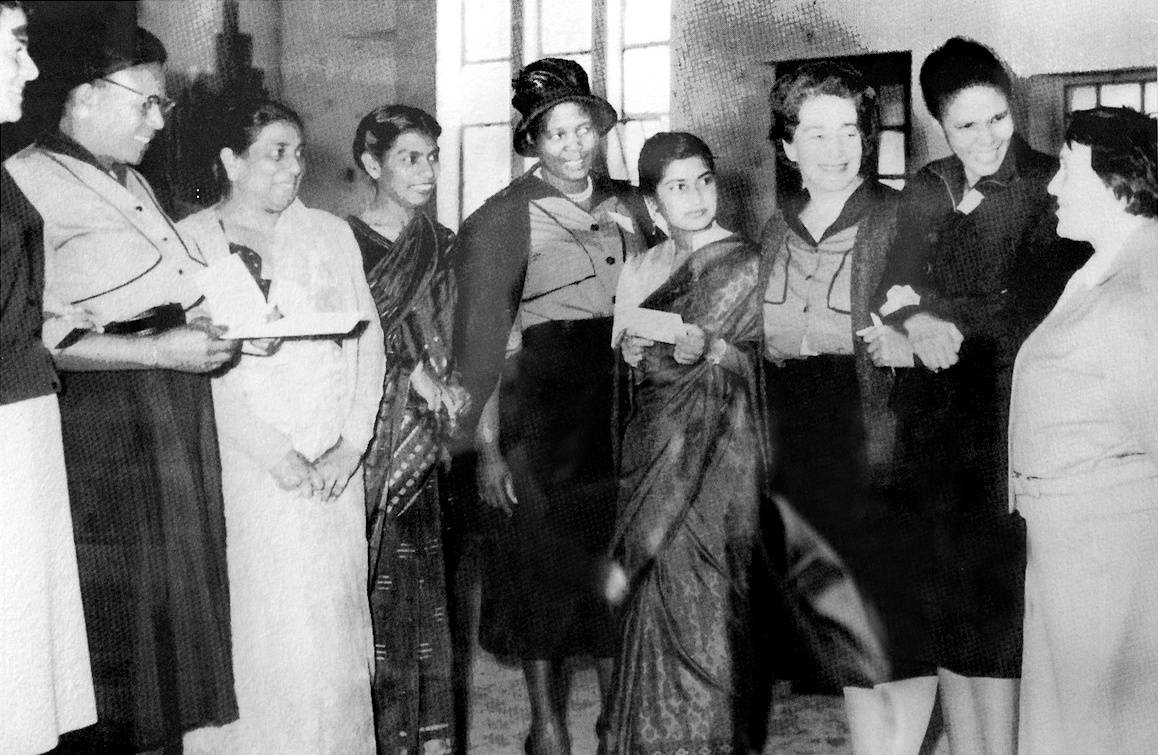
Mitglieder der FEDSAW auf einem Protest in der Nähe eines Apartheid-Gefängnisses (1955)

Die Federation of South African Women, kurz FEDSAW, deutsch etwa Vereinigung der Südafrikanischen Frauen, war eine Frauenorganisation, in der alle südafrikanischen Bevölkerungsgruppen vertreten waren und die im Jahr 1954 in Südafrika gegründet wurde. Sie existierte bis Mitte der 1960er Jahre. Die FEDSAW setzte sich für die Interessen und Rechte von Frauen ein und beteiligte sich am Widerstand gegen die Apartheid-Politik.
Die erste breit aufgestellte Frauenrechtsorganisation in der Geschichte Südafrikas organisierte einen der größten Frauenproteste der 1950er Jahre im März 1956, den Frauenmarsch, der sich gegen die südafrikanischen Passgesetze richtete. Diese Rechtsvorschriften benachteiligte sowohl schwarze und farbige Frauen als auch Männer und dienten hauptsächlich zur Überwachung und als Lenkungsinstrumente innerhalb der schwarzen arbeitsfähigen Bevölkerung.

## Gründungsversammlung
Gegründet wurde die FEDSAW am 17. April 1954 in der Trades Hall in Johannesburg. Maßgeblich an der Gründung  beteiligt waren Ray Simons, Helen Joseph, Lilian Ngoyi und Amina Cachalia, die auch die Gründungssitzung leiteten. Versammelt hatten sich 146 Frauen, die von rund 230.000 organisierten Frauen aus allen Teilen Südafrikas zur Gründung dieser Dachorganisation delegiert worden waren. Da in den 1950er Jahren weniger als ein Prozent der Frauen in Produktionsbetrieben beschäftigt waren, hatte dies zur Folge, dass auf der Gründungsversammlung Gewerkschafterinnen aus dem Krankenhaus- und Schulwesen stark vertreten waren. Dies wurde zwar kritisch betrachtet, aber ihre Organisations- und Mobilisierungserfahrungen im Kampf für Frauenrechte waren unverzichtbar. Vertreten waren auf der Gründungskonferenz neben Gewerkschaftsmitgliedern auch Mitglieder aus der African National Congress Women’s League, dem Congress of Democrats, Indian Congress und der Transvaal All Women’s Union.

### Politische Vorstellungen
Die Frauen in der FEDSAW orientierten sich in ihrer Mehrheit an der Politik, die die Congress Alliance verfolgte und war damit ein Teil der nationalen Bewegung, die Südafrika von der Vorherrschaft der Weißen friedlich befreien und Gleichberechtigung erreichen wollten, während die weißen Frauen in der FEDSAW sich an den politischen Vorstellungen nach Menschenrechten und Gleichberechtigung des Congress of Democrats orientierten.

### Beschlüsse
Auf der Gründungsversammlung wurde die Mitgliedschaft der FEDSAW in der Congress Alliance beschlossen. Die Congress Alliance war in den 1950er Jahren eine Anti-Apartheid-Koalition von vier weiteren Kongressen, die die vier südafrikanischen Ethnien repräsentierten, und den gewaltfreien Widerstand unter der Führung des African National Congress (ANC) gegen die Apartheid organisieren wollten.
Beschlossen wurde eine südafrikanische Womens Charter (Frauen-Charta), die die Gleichbehandlung aller Ethnien, Männer und Frauen zum Ziel formulierte wie auch gleichen Lohn für gleiche Arbeit. Die Abschaffung von Benachteiligungen beim Erwerb und Erbe von Eigentum, bei der Heirat und Kinder waren ebenso Gegenstand wie gleiche Chancen in der Bildung und ein obligatorischer Schulbesuch. Ferner wurde ein nationales Exekutiv-Komitee gewählt.

## Proteste

### 1955
Die erste Protestveranstaltung, die die FEDAW nach ihrer Gründung durchführte, richtete sich gegen den Bantu Education Act. An dem Protest am 27. Oktober 1955 nahmen etwa 2000 Frauen und mehrere Männer teil. Dieser Protest vor den Pretoria Union Buildings in Pretoria, dem Sitz der Regierung Südafrikas, verhalf der FEDSAW zu nationaler Reputation. Das rassistische Gesetz war von der Apartheid-Regierung im Jahr 1953 verabschiedet worden und sah die „Rassentrennung“ in Schulen und eine Ausweispflicht für schwarze und farbige Frauen vor. Ein wesentliches Ziel dieses Gesetzes war die Ungleichbehandlung der schwarzen Bevölkerung in Schulen und deren ungleicher Teilhabe am Unterricht, beispielsweise ein geringwertiger Mathematik-Unterricht.

### 1956
Vom Januar bis zum Juni 1956 fanden zahlreiche Protestveranstaltung unter Beteiligung von etwa 50.000 Personen in 38 Demonstrationen statt, die sich gegen die Pflicht zum Mitführen von Ausweispapieren entsprechend der Gesetzeslage richtete, wie diese u. a. im Native Laws Amendment Act (1952) und Natives Act (1956) formuliert waren. Im November 1956 eröffnete die Polizei in Lichtenburg das Feuer auf eine Gruppe von 1000 Personen, dabei wurden zwei Protestierende getötet und weitere zwei verletzt.

### 1960 bis Auflösung
Einen Tag nach einer Protestveranstaltung gegen das Passwesen marschierte am 21. März 1960 eine Demonstration von etwa 7.000 Personen in Richtung der Polizeistation im Township Sharpeville, woraufhin die Polizei das Feuer eröffnete und 69 Personen, meist durch Schüsse in den Rücken, tötete und weitere 180 verletzte. Dieses Ereignis ging in die Geschichte Südafrikas als das Sharpeville-Massaker ein und gilt als Wendepunkt im Verlauf der Apartheid Südafrikas.
Als Folge dieser Auseinandersetzung erklärte der Apartheid-Staat den nationalen Notstand und verbot zahlreiche Organisationen, darunter den African National Congress (ANC) und die Congress Alliance. Führende Mitglieder der FEDSAW wie Lilian Ngoyi und Helen Joseph wurden am 5. Dezember 1956 wegen Landesverrat festgenommen und im Treason Trial angeklagt und sie blieben bis zu ihrem Freispruch im Jahr 1961 in Haft. Des Weiteren wurden weitere Führungspersönlichkeiten wie das FEDSAW-Exekutivkomitee-Mitglied Anna Silinga und Frances Baard angeklagt. Die FEDSAW wurde zwar nicht verboten, aber sie war gezwungen geheime Treffen zur organisieren, was zur Folge hatte, dass die Mitglieder polizeilich observiert wurden und der Druck auf die Frauenorganisation so groß wurde, dass sie Mitte der 1960er Jahre aufhörte zu existieren.